# 51-es bolygó
Az 51-es bolygó (eredeti cím: Planet 51) 2009-ben bemutatott amerikai–spanyol–brit 3D-s számítógépes animációs sci-fi filmvígjáték, amelyet Joe Stillman írt. Az animációs játékfilm rendezői Jorge Blanco, Javier Abad és Marcos Martínez, producerei Guy Collins és Ignacio Pérez Dolset. A forgatókönyvet Javier Abad, Jorge Blanco, Marcos Martínez és Ignacio Pérez Dolset írta, a zenéjét James Seymour Brett szerezte. A mozifilm az Ilion Animation Studios és a HandMade Films gyártásában készült, a TriStar Pictures forgalmazásában jelent meg.
Amerikában 2009. november 14-én, Magyarországon 2010. január 14-én mutatták be a mozikban.

## Cselekmény
|  | Alább a cselekmény részletei következnek! |

Az 51-es bolygón a zöld színű földönkívüliek békésen élnek egy olyan társadalomban, amely az 1950-es évekbeli Amerikai Egyesült Államokra emlékeztet, bár a bolygó és az ő természetük jelentős különbségeket mutat a Földhöz képest, és nevezetesen a csillagászatról való tudatlanságuk miatt azt hiszik, hogy az egész Univerzum majdnem 500 mérföldre nyúlik.
Egy nap egy titokzatos űrhajó landol Glipforg városában. A NASA űrhajósa, Charles "Chuck" Baker száll ki belőle, és megdöbbenve tapasztalja, hogy a bolygó lakott. Chuck pánikba esve a város planetáriumába menekül, ahol találkozik a tizenéves idegen Lem-mel, aki részmunkaidőben dolgozik ott. Rájön, hogy Chuck nem jelent veszélyt, Lem beleegyezik, hogy segít visszavinni őt az űrhajójához, mielőtt az 51-es bolygó pályáján keringő Odüsszeia parancsnoki modulja elindul vissza a Föld felé, és otthagyja őt. Az 51-es bolygó hadserege a paranoiás Grawl tábornok vezetésével megérkezik, hogy megvizsgálja az űrhajót. Grawl, miután Baker MP3-lejátszója véletlenül beindul, arra következtet, hogy az űrhajós egy idegen megszálló, aki zombivá akarja változtatni a bolygó lakosságát, és hajtóvadászat indul ellene.
Lem a legjobb barátja, Skiff, aki egy különc sci-fi rajongó, és az úgynevezett "9-es bázisról" (az 51-es bolygó 51-es körzetének megfelelője) szóló összeesküvés-elméletben hisző sci-fi rajongó segítségét kéri, hogy elrejtse Chuckot a hadsereg elől. Chuck elrejtésére tett erőfeszítései során Lem véletlenül felbosszantja szomszédját és szerelmét, Neerát, aki azt hiszi, hogy az idegen barátságos. Lemet a munkahelyéről is kirúgják, amikor a főnöke felfedezi Chuckot. Lem szobájában Chuck újra találkozik egy kutyaszerű NASA-szondával, Roverrel, amely a hadsereg bázisáról kiszabadult, miután GPS-szel követte Chuckot, és a város felé vette az irányt, és amely összebarátkozik egy kis, háziasított Xenomorphal. Miután a hadsereg átkutatja Lem otthonát az idegen nyomai után, Lem és Skiff átviszik Chuckot egy képregényboltba, ahol Skiff dolgozik. A híradónak sikerül rögzítenie, amint Chuck a földi popkultúrára való utalásokat játszik el, amit félreértelmeznek és idegen fenyegetésnek gondolnak. Miután megmenekült a boltból a megszálló hadsereg elől, Grawl Chuck űrhajóját egy titkos helyre szállíttatja. Chuckot később Grawl erői elfogják egy ünnepi filmbemutató során a városban, és az idegen tudós, Kipple professzor szeretné  eltávolítani az idegen lény agyát. Amikor Lem megvédi Chuckot, Kipple zombi kegyencének tekinti. Chuck beletörődve sorsába, úgy tesz, mintha felszabadítaná Lemet az "agykontroll alól", és Roverrel együtt a 9-es bázisra viszik.
Lem visszakapja a munkáját, de elhatározza, hogy megmenti Chuckot. Skiff, Neera, az öccse, Eckle és Rover társaságában Lem felkutatja a 9-es bázis helyét a sivatagban egy benzinkútig, ahol Skiff véletlenül kinyit egy kaput a földalatti bázisra. Kiszabadítják Chuckot Kipple-ből és megtalálják az űrhajóját, de Grawl és erői sarokba szorítják őket. Grawl, aki elszántan ki akarja iktatni az embert, elárulja, hogy a bázist robbanásra állította be; Lem véletlenül aktiválja a visszaszámlálást. Grawl feldühödve megpróbálja lelőni Lemet, de elvéti, és begyújt egy robbanóanyagot, aminek következtében a törmelék alá szorul. Chuck megmenti őt, mielőtt űrhajóját az 51-es bolygó pályájára indítja, és megmenekül a 9-es bázis pusztulásától. Miután megcsodálta az 51-es bolygó kilátását az űrből, Lem sikeresen randira hívja Neerát, míg Grawl háláját fejezi ki Chucknak a megmentéséért. Chuck hazaviszi barátait, és megengedi, hogy Rover itt maradjon Skiffel, aki kötődött a szondához, majd elbúcsúzik Lemtől és a város többi lakójától, mielőtt visszatér az űrbe, de a film utolsó másodperceiben kiderül, hogy a fedélzeten van a kis Xenomorph háziállat, akivel Rover összebarátkozott.
A stáblista közepén látható jelenetben Kipple kimászik a földalatti bázisról, de két saját páciense visszaviszi a saját laboratóriumába agyműtétre, akiket a film korábbi részében tévesen Chuck által agykontrolláltnak vélt. Eközben szegény Chuckot halálra nyalja az Odüsszeia fedélzetén a kis Xenomorf háziállat, miközben megjegyzi, hogy "ez egy hosszú utazás lesz".
|  | Itt a vége a cselekmény részletezésének! |

## Szereplők
| Szereplő          | Eredeti hang        | Magyar hang       | Leírás                                                                              |
| ----------------- | ------------------- | ----------------- | ----------------------------------------------------------------------------------- |
| Charles T. Baker  | Dwayne Johnson      | Széles Tamás      | A NASA űrhajósa, aki az 51-es bolygóra csöppent                                     |
| Lem               | Justin Long         | Szente Vajk       | Tizenéves fiú, aki az 51-es bolygón él                                              |
| Neera             | Jessica Biel        | Haumann Petra     | Tizenéves lány a szomszédból, Lem barátnője                                         |
| Grawl tábornok    | Gary Oldman         | Vass Gábor        | Az 51-es bolygó embergyűlölő kormányzója                                            |
| Kipple professzor | John Cleese         | Haumann Péter     | Az 51-es bolygó híres professzora, elhatározza, hogy kiveszi Charles T. Baker agyát |
| Skiff             | Seann William Scott | Görög László      | Lem legjobb barátja, képregényboltban dolgozik                                      |
| Eckle             | Freddie Benedict    | Czető Ádám        | Neera öccse, rajong a "Humaniacs" című képregényért és filmért                      |
| Glar              | Alan Marriott       | Karácsonyi Zoltán | Tinédzser hippi, aki gitározik                                                      |
| Vesklin katona    | Mathew Horne        | Király Attila     | A két meglehetősen hiszékeny katona, akik elkapják Charles T. Bakert                |
| Vernkot katona    | James Corden        | Fesztbaum Béla    | A két meglehetősen hiszékeny katona, akik elkapják Charles T. Bakert                |

## Betétdalok
| 1.    | Lollipop                   | Sophie Green                  | 2:30 |
| 2.    | Long Tall Sally            | John Sloman                   | 2:10 |
| 3.    | Tried To Save the World    | Tom Cawte                     | 3:49 |
| 4.    | Ding Ding a Boom Boom      | Keith Murrell                 | 2:25 |
| 5.    | Gonna Be a Star            | Tom Cawte                     | 3:35 |
| 6.    | Be Bop a Lula              | Chris Cawte                   | 3:01 |
| 7.    | Greased Lightnin'          | Lance Ellington               | 3:10 |
| 8.    | Unchained Melody           | Keith Murrell                 | 3:37 |
| 9.    | Mr. Sandman                | Peter Gosling                 | 2:30 |
| 10.   | Stick It to the Man        | Tom Cawte                     | 3:29 |
| 11.   | Space Oddity               | Keith Murrell                 | 5:19 |
| 12.   | Planet 51 Orchestral Suite | London Metropolitan Orchestra | 7:19 |
| 42:54 |                            |                               |      |

## Kulturális utalások
A film számos utalást tesz különböző filmekre:
- Az 51-es bolygó kutyája egy háziasított Alien A nyolcadik utas: a Halál című filmből;
- Az űrhajós megérkezése utalás a Holdra szállásra;
- Az űrhajós kiszállásakor a 2001: Űrodüsszeia betétdala hallható;
- A filmben felcsendül a Csillagok háborúja betétdala is;
- A biciklis menekülés utalás az E. T., a földönkívüli filmre;
- Az 51-es bolygóra küldött szonda neve Rover, akárcsak a Mars-kutató szondának;
- A bolygó titkos bázis a a 9-es körzet, mely a földi 51-es körzet ottani megfelelője;
- Az egyik katona egy olyan újságot lapozgat, melyben látható egy Marilyn nevű fehér ruhás nő.